# 刺鳞小拟日月贝
刺鳞小拟日月贝（学名：Propeamussium squalidulum），是莺蛤目光芒海扇蛤科拟日月贝属的一种。主要分布于中国大陆，常栖息在潮下带146－610米（活个体多在260－400米）。